# Liste von Drehbuchpreisen
Drehbuchpreis bezeichnet einen Filmpreis zum Drehbuchautor:
- British Academy Film Award/Bestes Drehbuch
- Carl-Mayer-Drehbuchpreis
- Deutscher Drehbuchpreis
- Drehbuchpreis der Stadt Salzburg
- Hessischer Drehbuchpreis
- Internationale Filmfestspiele von Cannes/Bestes Drehbuch
- Oscar für das beste Originaldrehbuch und Oscar für das beste adaptierte Drehbuch
- Thomas-Pluch-Drehbuchpreis
- Thomas Strittmatter Drehbuchpreis